# Žvepleni lepoluknjičar
Žvepleni lepoluknjičar (znanstveno ime Laetiporus sulphureus) je gliva iz rodu lepoluknjičarjev (Laetiporus).

## Značilnosti
Trosnjak je ponavadi sestavljen iz več prekrivajočih se polic nepravilnih oblik, ki se proti robu zožujejo. V premeru doseže 30–40 cm in štrli iz gostiteljskega debla do 40 cm ali več; površina je neenakomerna, žametna, včasih ima zonast vzorec, svetlo rumeno-oranžne barve. Mlade gobe so bolj oranžne, starejše in izsušene postanejo svetlo rumene. Rob je režast, valovit, pogosto nekoliko svetlejši.
Trosovnica je sestavljena iz kratkih cevk žvepleno rumene barve in drobnih rumeno obarvanih por, ki pogosto izločajo rumenkaste kapljice.
Nima pravega beta - posamezni poličasti trosnjaki se zožijo v navidezen bet, s katerim je goba pritrjena na podlago.
Meso je rumenkasto in nežno pri mladih gobah, vendar zelo žilavo in kredasto pri odraslih osebkih, pri posušenih gobah postane krhko in rahlo. Je neizrazitega okusa in vonja po gobah.

## Razširjenost in življenjski prostor
Je razmeroma pogost zajedalec na listnatih drevesih, ki nadaljuje z rastjo kot gniloživka tudi ko gostitelj odmre. Včasih ga lahko vidimo precej visoko na deblih. 
Povzroča rjavo trohnobo lesa v koreninah in drevesnem deblu. Po okužbi se les najprej obarva rumenkasto do rdeče, nato pa postane rdečkasto rjav in krhek. Na zadnji stopnji gnitja lahko les med prsti razpade v prah.

## Mikroskopske značilnosti
Trosni prah je bel. Trosi so elipsasti, prosojni, neamiloidni, s tankimi stenami in merijo 5–7,5 x 3,5–5 µm.

## Podobne vrste
- črneča velezraščenka (Meripilus giganteus) je rjavih barv in na poškodovanih mestih črni[1]
- luskati satovničar (Cerioporus squamosus) ima klobuk prekrit z luskami[1]
- severnjaška poroznica (Climacocystis borealis) ima belkasto ali okrasto rumeno žametasto povšino in dvoplastno meso, kjer je spodnja plast zelo trda in raste v višjih legah na živem ali odmrlem lesu iglavcev.[3]

## Uporabnost
Pogojno užitna dokler je mlada. Pred uporabo jo je potrebno dobro prekuhati, ker je surova škodljiva. Okus primerno pripravljenih mladih gob nekateri primerjajo z okusom piščanca.

## Galerija slik
- Poličasta rast
- Mlada goba
- Trosovnica